# Cryptolestes turnbowi
Cryptolestes turnbowi is een keversoort uit de familie dwergschorskevers (Laemophloeidae). De wetenschappelijke naam van de soort werd in 2003 gepubliceerd door Oldfield Thomas.